# 杠杆收购
槓桿收購（英語：leveraged buyout，又缩写作），或稱作融資購併，是一種收購的方式，其本質即是舉債收購，指收購者僅有少許資金，藉由舉債借入資金來收購其他資產或負債較大的公司，有如運用槓桿原理以較小的力量抬起重物一般。融資收購通常以將收購的公司或未來的現金流做擔保，有時獲利不如預期，因此風險極大。通常會用於公司營運已周轉不靈，遭債權銀行拒絶債務展延，面臨即刻倒閉清算，但該公司仍有經營前景；在能力丶信用皆優良的承購者，以承擔債務並能改善經營，讓該被併購公司能順利經營繼續存活且有獲利之機會，該承購者的資格在債權銀行的認可下以承購債務的方式完成收購。
收購者先成立一家資本額多家不拘的專一任務之工具公司，即所謂的紙上公司，以收購者優良的債信，透過鋹行或貨幣市場(Money Market)上的支持，鎏集一筆「過橋貸款（Bridge Loan) 」給被併購公司的原始股東或承接該公司及原始股東之債務，完成被收購公司之股權過戶，重新組合資金、資產及重新整頓經營業務後，讓原被併購者重生或更有市場價值；再以增資、私募或自有資金，返還過橋貸款，最後自己持有併購公司或待價而沽，獲利了結。
被槓桿收購之公司通常皆有「經收購者認定有良好的潛力，可經過資產重紐及經營改造後仍有獲利的前景」之共通點；再加上強而有力的承購者擔任共同債務人或連帶保證人時，使被併購公司轉身成被金融機構認定為可融資或質押之標的，易主後仍能得到銀行資金的流通，這亦是 LBO 收購方式的特色之一。

## 案例
- 盈科數碼動力收購香港電訊（2000年）
- 太流收購 太平洋 SOGO 百貨，由前太流公司董事長李恆隆債信擔保近 300 億元，以資本額 1000萬之太流公司，完成對 SOGO 公司股票與相應資產、中控公司股權之槓桿收購。（2001年）
- 格雷澤家族收購曼聯（2005年）
- 潤泰及寶成集團投資實收資本額僅有新臺幣 500 萬元的潤成投資控股股份有限公司，以639億元買下南山人壽，後再由潤成公司增資經營。（2011年）
- 中嘉公司在被私募基金收購，重新組合資金後，欲獲利了結，尋找特定對象出售；其中中嘉公司的原始股東廣欣伍公司，登記資本額僅有50 萬元卻收購了中嘉公司價值22.6億元之股權。（2011年）
- 鴻海科技集團併購夏普公司。（2016年）